# Jean-Stéphane Sauvaire
Pour les articles homonymes, voir Sauvaire.
Jean-Stéphane Sauvaire, né le 31 décembre 1968 à Paris, est un réalisateur, producteur et scénariste français.

## Biographie
Il est d'abord assistant réalisateur sur une dizaine de films entre 1991 et 2000, notamment Les Nuits Fauves de Cyril Collard, Les Demons de Jesus et Les Grandes Bouches de Bernie Bonvoisin, Seul contre tous de Gaspar Noé, Sous Les Pieds Des Femmes de Rachida Krim, Hors Jeu de Karim Dridi, Louise (Take 2) de Siegfried et Love Me de Laetitia Masson,.
En 2000, il réalise ses trois premiers courts métrages, La Mule, avec Rossy DePalma, A Dios et Matalo. Il se lance ensuite dans le long-métrage documentaire avec Carlitos Medellin, sorti en 2004.
En 2008, il réalise son premier long-métrage de fiction avec Johnny Mad Dog, adaptation du roman Johnny chien méchant de l'écrivain congolais Emmanuel Dongala. Co-produit par Mathieu Kassovitz, le film est présenté dans la section Un certain regard du festival de Cannes 2008 où il obtient le prix de l'espoir.
En 2012, il réalise Punk, un téléfilm co-produit par Arte, avec Paul Bartel et Béatrice Dalle, adaptation libre d'une fiction couronnée prix Flore des lycéens à seize ans, de Boris Bergmann.
En 2017, il réalise Une prière avant l'aube, adapté du récit de Billy Moore, avec Joe Cole. Il est projeté en séance de minuit lors du festival de Cannes 2017.
En 2023, il réalise Black Flies (Asphalt City), adaptation du roman 911 de Shannon Burke, avec Sean Penn et Tye Sheridan. Le film est sélectionné en compétition officielle au festival de Cannes 2023 et sort en salles en 2024.
Il réside à New-York depuis de nombreuses années.

## Filmographie
Sauf indication contraire, les informations mentionnées dans cette section peuvent être confirmées par la base de données cinématographiques IMDb,  présente dans la section « Liens externes ».
- 2003 : Carlitos Medellin (documentaire)
- 2008 : Johnny Mad Dog
- 2012 : Punk (téléfilm)
- 2017 : Une prière avant l'aube (A Prayer Before Dawn)
- 2023 : Black Flies (Asphalt City)

## Distinctions
- 2004 : Festival international du film des droits de l'homme de Paris pour Carlitos Medellin
- 2008 : Prix de l'espoir au Festival de Cannes et prix Michel-d'Ornano au Festival de Deauville pour Johnny Mad Dog
- 2012 : Meilleure réalisation au Festival de la fiction TV de La Rochelle[6] pour Punk

## Commentaire
Dans la plupart de ses œuvres, on remarquera la présence du thème de la violence chez les adolescents.